# Clytellus viridipennis
Clytellus viridipennis là một loài bọ cánh cứng trong họ Cerambycidae.